# Shabele

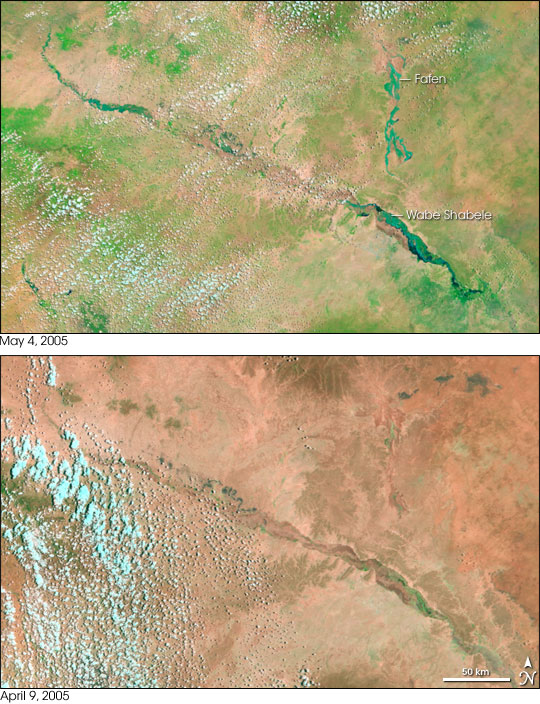
Vall del Shebele a Etiòpia i Somàlia durant i abans de les inundacions del 2005

Shabele, Shabelle, Shebelle, Shebele o Shabeelle (somali: Wabi Shabeelle, ‘Riu Lleopard’ o ‘Riu Tigre’) és un riu d'Etiòpia i Somàlia. Neix a l'altiplà etíop i corre en direcció sud-est cap a Mogadiscio, a Somàlia, i a poca distància d'aquesta capital gira al sud-oest i corre, seguint paral·lel a la costa, fins que desaigua al riu Juba, prop de l'oceà Índic. La major part del seu recorregut a Somàlia és estacional i porta aigua només a la temporada de pluges. Dona nom a dues regions administratives somalis: Shabele Mitjà i Shabele Inferior.
La seva longitud és de 2.488 km dels quals la major part són a Etiòpia i la resta a Somàlia (la longitud de 1.130 km inclou únicament la part amb aigua permanent). La seva regió va estar afectada greument per la mosca tse-tse però actualment ja està quasi erradicada. Els seus principals afluents són: 
- Erer
- Galetti
- Wabe
- Fafen

## Història
Les fonts del riu són un lloc sagrat dels arsis oromos i dels sidames. Fou explorat per Christopher (1843), Sacconi (1883), Baudi di Vesme (1888 i 1891) i altres. Les fonts es van localitzar el 1928-1929 per una expedició italiana dirigida pel duc dels Abruzzos, Luigi Amadeo di Savoia. Des de 1907 el comissari civil Carletti va reservar milers d'hectàrees pels colons italians i un centre experimental agrícola es va obrir el 1912, però no fou fins al govern del feixista De Vecchi (1923-1928) que l'explotació va començar amb força encoratjada pel duc dels Abruzzos Luigi Amadeo di Savoia que ja el 1920 va fundar la Societá Agricola Italo-Somaladès i hi va saber associar a la població per aconseguir una notable producció de cotó, sucre, plàtans, arròs, etc.
El 1989 els enginyers soviètics van construir l'embassament de Melka Wakena a la part alta del riu Shabele a les muntanyes de Bale, que és la principal central d'energia elèctrica d'Etiòpia. Les inundacions de l'abril i maig del 2005 a la Regió Somali i a Somàlia, van causar danys greus (amb uns 100.000 damnificats) i un centenar de morts.